# Койва
Ко́йва (от коми-перм. кой — брызги, ва — вода) — река в Пермском крае России, правый приток реки Чусовой. Длина реки — 180 км, площадь водосборного бассейна — 2250 км².

## География
Река начинается в урочище Синее Болото на северо-восточных склонах горы Большая Хмелиха (на западном склоне Уральского хребта). Течёт на юго-запад до устья реки Малой Воронки, затем на север до устья реки Бисер, а потом — на запад. Впадает в Чусовую в 66 км от её устья. Высота истока — 463 м над уровнем моря. Высота устья — 127,4 м над уровнем моря.
Средняя высота водосбора — 359 м, средний уклон — 1,5 м/км.
Основные притоки (расстояние от устья Койвы):
- 6,2 км: Левая Куртымка (Куртымка) (пр)
- 21 км: Ямский Лог (пр)
- 35 км: Кусья
- 46 км: Большой Тырым (Белый Тырым) (лв)
- 72 км: Большая Урайка (лв)
- 77 км: Большая Саранка (пр)
- 86 км: Бисер (пр)
- 98 км: Большая Воронка (лв)
- 104 км: Кырма (Кирма) (лв)
- 121 км: Тискос (лв)
- 137 км: Полуденка(лв)
- 150 км: Большая Шалдинка (Большая Шалдейка) (пр)

Койва — преимущественно горная река, извилистая и быстрая, много перекатов и мелей. На берегах хвойные леса, встречаются камни «бойцы». Крупные посёлки на реке: Тёплая Гора, Бисер, Кусье-Александровский.
В мае-июне используется туристами для сплава от посёлка Тёплая Гора до станции Чусовской.
В 1829 году в бассейне реки Койвы на Крестовоздвиженской золотоносной россыпи старателем Н. Поповым был найден первый алмаз на Урале. На Койве в послевоенные годы была добыча алмазов: русло реки перекопано драгой, и оставлены посередине реки островки.

## Данные водного реестра
По данным государственного водного реестра России, река относится к Камскому бассейновому округу, бассейн реки Кама, подбассейн — Кама до Куйбышевского водохранилища (без бассейнов рек Белой и Вятки), водохозяйственный участок реки — Чусовая от в/п пгт. Кын до устья. Код объекта в государственном водном реестре — 10010100712111100011160.